# パウル・ショルツ
パウル・ショルツ（Paul Scholz, 1889年8月21日 - 1944年10月2日）はドイツ出身のピアニスト、音楽教師。

## 経歴
ライプツィヒに生まれる。ハンブルク音楽院でマックス・フィードラーにピアノを師事。ベルリン高等音楽学校でカール・ハインリヒ・バルトとエルンスト・フォン・ドホナーニにピアノを師事し、1912年に卒業。1911年にメンデルスゾーン奨学金を取得した。1913年1月に来日し、以後1922年8月まで東京音楽学校（現在の東京芸術大学音楽学部）でピアノ教師を務め、同校退職後も東京高等音楽学院（現在の国立音楽大学）教師など、東京を拠点にピアニスト、音楽教師としての活動を続けた。

## 教え子
- 松平信博[5]
- 松島彜[6]
- 山崎照子[7]
- 戸塚政一[8]
- 室崎琴月[9]
- 高折宮次[10][11]
- 室岡清枝[9]
- 山根貞江[12]
- 宇佐美ため[13][14]
- 金子真佐子[15]
- 金沢孝次郎[16][17]
- 松本四郎[18]
- 鈴木マサヲ[19]
- 高島二葉[20]
- 属啓成[21]
- 宅孝二[22]
- 岡田九郎[23]
- 天池真佐雄[24]
- 属澄江[25]
- 山崎鏡子[7]
- 宗像敬[26]
- 金沢益孝[27]
- 真木利一[28]